# Erika Klier
Erika Klier, geb. Riedel (* 31. Juli 1929 in Zwickau), ist eine deutsche Malerin und Grafikerin.

## Leben und Werk
Erika Klier absolvierte in Zwickau die Höhere Handelsschule. Von 1949 bis 1951 besuchte sie bei Karl Michel Kurse an der Mal- und Zeichenschule Zwickau. Von 1951 bis 1956 studierte sie bei Rudolf Bergander und Max Erich Nicola an der Hochschule für Bildende Künste Dresden. Für das Diplom schuf sie die Tafelbilder Kindergruppe und Krankes Kind.
Danach arbeitete sie als freischaffende Künstlerin in Zwickau. Ab 1958 beteiligte sie sich mit dreizehn Künstlern, darunter Karl Heinz Jakob, Edgar Klier, Paul Schmidt-Roller, Käthe Walter und Erik Winnertz, unter dem Motto „Kunst hilft Kohle“ in einer „Künstlerbrigade“ an Studieneinsätzen vor allem im Zwickauer Steinkohlewerk Martin Hoop, wo sie Produktions- und Porträtstudien von Bergarbeitern machten.
Die meisten Arbeiten Erika Kliers entsprachen thematisch und stilistisch dem Sozialistischen Realismus der 1950er Jahre, den der Kunsthistoriker Lothar Lang als „vom Personenkult begünstigte posenhafte, plakative und illustrative Malerei“ charakterisierte.
Bilder Erika Kliers wurden in der Zaubertruhe veröffentlicht, dem Almanach für junge Mädchen des Kinderbuchverlags, u. a. Pioniere pflanzen ein Bäumchen, und sollten zur „sozialistischen Erziehung“ der Kinder beitragen.
Erika Klier war Mitglied des Verbands Bildender Künstler der DDR und hatte in der DDR sowie auch in Irkutsk, Moskau und Warschau Einzelausstellungen und Ausstellungsbeteiligungen.
Sie war ab 1951 mit Edgar Klier verheiratet.

## Ehrungen (Auswahl)
- 1955 und 1961: Max-Pechstein-Preis
- 1962: Kunstpreis des Rates des Bezirks Karl-Marx-Stadt
- 1974: Kurt-Barthel-Preis des Bezirks Karl-Marx-Stadt

## Werke (Auswahl)

### Tafelbilder
- Mädchen mit Negerpuppe (um 1958, Öl, 55 × 13 cm; auf der Vierten Deutschen Kunstausstellung)[5]
- Lehrling in der Schweinezucht (um 1962, Öl, 120 × 110 cm; auf der Fünften Deutschen Kunstausstellung)[6]
- Spielende Kinder (1964, Öl)[7]
- Jugendbrigade RAW Zwickau (Öl)[8]
- Schlachtlandschaft (50 × 39 cm, Städtische Kunstsammlungen Chemnitz)[9]
- Kindergeburtstag (1977/78, Mischtechnik auf Hartfaser)

### Zeichenkunst
- Alte Frau (1971, Aquarell)[10]
- Schlafendes Kind (1976, Aquarell)[11]

## Teilnahme an zentralen und wichtigen regionalen Ausstellungen in der DDR
- 1957: Berlin, Ausstellungspavillon Werderstraße („Junge Künstler der DDR“)
- 1958/1959, 1962/1963 und 1972/1973: Dresden, Vierte und Fünfte Deutsche Kunstausstellung und VII. Kunstausstellung der DDR
- 1974 und 1985: Karl-Marx-Stadt, Bezirkskunstausstellungen
- 1977: Karl-Marx-Stadt, Galerie Oben („art femina“)
- 1984/1985 Karl-Marx-Stadt, Städtisches Museum am Theaterplatz („Retrospektive 1945 – 1984. Bildende Kunst im Bezirk Karl-Marx-Stadt“)